# Тея Дора
Теодора Павловска (серб. Теодора Павловска; род. 1 мая 1992, Бор), более известная как Тея Дора (англ. Teya Dora) — сербская певица, композитор и продюсер. Представительница Сербии на конкурсе песни «Евровидение-2024» с песней «Рамонда», заняла 17 место.

## Биография
Теодора родилась в Боре, 1 мая 1992 года. Свою первую песню под названием «Да на мени је» она опубликовала в 2018 году, а значительной популярности добилась благодаря синглу «Џанум» 2023 года.
Писала песни для других известных сербских артистов, таких как Николия, Наташа Беквалац, Йована Николич, Анастасия и Зои.
Наряду со средней школой в Белграде она также посещала музыкальную школу «Воислав Вучкович» на отделении фортепиано. Затем Павловска поступила в Музыкальный колледж Беркли в Бостоне, где изучала пение. В колледже училась вместе с Чарли Путом. Исполняла партии бэк-вокала для американских артистов, например обладателей премии «Грэмми» Пэти Остин, Сайда Гэрет, Джери Ален и Валери Симпсон.

## Дискография

### Синглы
- Да на мени је (2019)
- Олује (2020)
- Улице (2021) с Николией
- У илегали (2022)
- Вози ме (2022)
- Џанум (2023)
- АТАМАЛА (2023) с Албином
- Рамонда (2024)